# Luc Vanrell
Luc Vanrell, né le 5 septembre 1959 à Marseille est un archéologue, plongeur, photographe et explorateur sous-marin, découvreur de nombreuses épaves.

## Biographie
Luc Vanrell crée le 1er janvier 1979 la société de fabrication et de distribution d'équipements de plongée « Le comptoir des sports », rebaptisée en 2005 « Immadras ». L'entreprise resserre alors ses activités sur son savoir-faire dans les domaines : techniques (plongée, travaux sous-marins, interventions en milieux d'accès difficiles, restauration), scientifiques (archéologie, conservation, biologie) et de l'image (documentaires, cinéma, photos).
En 1989, il déclare la découverte d'un Junkers Ju 88, qui sera identifié en 2005.
Il participe à la campagne grotte Cosquer 1994. Depuis 1995, il assume toutes les interventions techniques et scientifiques pour cette grotte ornée du paléolithique supérieur. En 2001, succédant à Jean Courtin (CNRS), il devient le responsable scientifique de cette grotte. De 2001 à 2005, 5 opérations de recherches archéologiques programmées sont organisées sous sa responsabilité. De 2010 à 2015, 5 opérations de recherches archéologiques programmées (pas d’opération en 2012) sont organisées sous sa responsabilité avec la collaboration de Michel Olive (DRAC PACA / LAMPEA).
En 2000, il déclare l'épave l'épave du P38 à bord duquel disparu Antoine de Saint-Exupéry au pied de l'île de Riou.
En 2008, Luc Vanrell avec l'aide du CNRS, réussi à identifier le squelette de l'île de Riou, dont le mystère planait depuis 1964
Il a aussi inventé l'épave du Novi (qui veut dire « jeune marié » en provençal) et l'offre vierge en cadeau de mariage au couple Anne et Jean-Pierre Joncheray.
En 2018, il rejoint le LAMPEA, Laboratoire Méditerranéen de Préhistoire Europe Afrique.